# Alexandre Louis Marie Charpentier

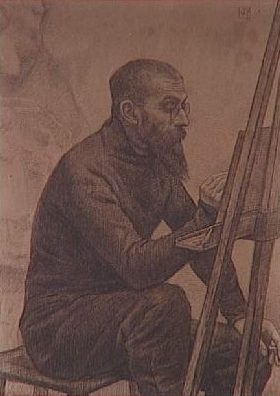
Alexandre Charpentier

Alexandre Louis Marie Charpentier, född 1856 och död 4 mars 1909, var en fransk bildhuggare och medaljgravör.
Charpentier ägnade sig som skulptör åt porträttmedaljonger och stämningsbetonade reliefkompositioner, bland vilka senare mån nämnas Moder och barn (1892), Målningen (1892), och Badkaret (1897), alla i Nationalmuseum, Stockholm. På 1890-talet övergick Charpentier alltmer till konsthantverket och hade utställningsåret 1900 stor framgång med sina möbler och rumsinredningen. Charpentiers tunga och dekorativt överlastade stil blev snart omodern, och han återvände till medaljkonsten, inom vilken han räknas bland samtidens främsta.